# Analogue
Analogue is het achtste studioalbum van a-ha uit 2005.

## Singles van dit album
- Celice
- Birthright
- Analogue (All I Want)
- Cosy Prisons